# Oleg Dimitrijevič Brijkin
Oleg Dimitrijevič Brijkin, ruski prevajalec, diplomat in vohun, * 12. september 1931.
Kot prevajalec na sedežu Združenih narodov v New Yorku je vohunil za Sovjetsko zvezo.

## Življenjepis
Rodil se je v družini KGB-jevega protiobveščevalnega častnika Dimitrija Brijkina. Pri devetnajstih letih ga je oče rekrutiral za KGB. Končal je leningrajski Inštitut za tuje jezike, KGB-jev tečaj v Balašiki in kot del ameriško-sovjetske študentske izmenjave preživel dve leti na Univerzi Harvard. Leta 1960 je pričel delati za OZN v New Yorku v sekciji za ruske prevajalce. V svojem vohunskem delovanju je bil predvsem osredotočen na ameriške vojaške inštalacije; v ZDA je ostal do leta 1963.. 
Pozneje je bil kot diplomat nameščen v Indonezijo in nadzoroval 2.500 prevajalcev na poletnih olimpijskih igrah leta 1980 v Moskvi.